# Retranslokacja
Retranslokacja – wycofanie składników odżywczych z liści przed ich starzeniem. Ze starzejących się liści drzew podczas starzenia wycofane zostają związki azotu, fosforu i potasu oraz węglowodany. Wycofanie składników odżywczych następuje przed zrzuceniem liści. W starzejących się liściach Pinus sylvestris stwierdzono spadek zawartości tych pierwiastków o 62-93%. Wycofane składniki zużywane są do budowy nowych tkanek rośliny. Efektywność retranslokacji jest większa na glebach żyznych przy szybkim pobieraniu związków mineralnych i szybkim wzroście. Proces zachodzi powszechnie u drzew.  Wcześniej uważano, że proces jest dostosowaniem do ubogiego w składniki mineralne siedliska.